# USAP XV Féminin
L'USAP XV Féminin és un club femení de Rugbi a 15 fundat originalment a la localitat rossellonenca de Toluges i que actualment competeix per quarta temporada consecutiva al campionat Élite 2, la segona categoria del rugbi a 15 femení.

## Història
L'USAP XV Féminin es funda a la localitat de Toluges com a integrant de la societat poliesportiva USAT Omnisports, anomenant-se USAT Toulouges.
El club adopta els colors vermell i groc de la Senyera catalana.

### Els primers títols
La temporada 2003-2004 l'USAT XV Toulouges aconsegueix per primera vegada proclamar-se campió de França en imposar-se per 8-6 a l'Ovalie Caennaise en el partit disputat a Isle.
Les següents temporades, 2004-2005 i 2005-2006 vindran dues lligues més després d'imposar-se novament a l'Ovalie Caennaise per 7-3 al Stade de France i contra l'Stade Rennais Rugby per 8-3 en la final disputada a La Roche-sur-Yon.
La temporada 2007 - 2008, aconsegueix novament el títol en derrotar per 18 - 15 al Montpellier Hérault Rugby.
La temporada 2008 - 2009, l'USAT XV Toulouges, guanya a doble partit la final de la Copa d'Europa de rugbi femení, de la qual se'n va disputar la segona i fins al moment última edició, contra el Getxo Artea.
El partit d'anada disputat a terres basques l'1 de febrer, va ser molt igualat, guanyant l'USAT XV Toulouges per 11 - 19, i el partit de tornada, disputat el 22 de febrer, va acabar amb clar triomf català per 82 - 3, adjudicant-se la Copa d'Europa.
Aquella mateixa temporada, l'USAT XV Toulouges, va perdre la final del Championnat de France per 19 - 16 contra el Monpellier Hérault Rugby.

### Canvi de denominació: d'USAT XV Toulouges a USAP XV Féminin i nous títols
L'agost del 2009, després de problemes entre la directiva de l'USAT XV Toulouges i l'Ajuntament de Toluges, l'Association USAP, decideix adquirir l'equip que passa a anomenar-se USAP XV Féminin, abandonant Toluges i passant a jugar els seus partits com a local a Pollestres.
La temporada 2009 - 2010, l'USAP XV Féminin, recupera el títol de la lliga francesa, en guanyar per 26 - 5 al Montpellier Hérault Rugby en la final disputada al Stade Jean-Bouin (Paris).
La temporada 2010 - 2011, revaliden novament el títol en guanyar la final per 15 - 11 l'Stade Rennais Rugby en la final disputada a Sent Medard de Jalas.

### Últimes temporades al TOP 8 sense títols
Les posteriors temporades, l'USAP XV Féminin, no aconsegueix tornar a guanyar cap títol ni disputar la final, malgrat ser un dels millors equips del TOP 8.
L'última temporada a la màxima categoria és la 2014-2015, una temporada on com a novetats més importants, l'equip contracta a l'antic talonador romanès Marius Tincu, antic jugador de l'USAP, passa de disputar els seus partits com a local a Pollestres, a fer-ho a l'Estadi Roger Ramis, situat al barri del Molí de Vent, a Perpinyà.
Aquella mateixa temporada, el club presenta un pla per ser la referència del rugbi francès l'any 2017.
Cal destacar d'aquell últim any al TOP 8, que disputa el derbi contra el Montpellier Hérault Rugby a l'Estadi Aimé Giral en directe per a la televisió francesa i que les jugadores catalanes s'imposen per 33-10.
La temporada finalitza amb l'equip en quarta posició i caient eliminat a semifinals en perdre per 39-9 contra el Lille Métropole RC Villeneuvois.

### Supressió de l'equip sènior femení
Després de la temporada 2014-2015, arriben els problemes a l'USAP XV Féminin. Les jugadores s'enfronten a la directiva per reclamar el retorn de l'entrenador dels millors anys del club, Henri Sagols, opció que és descartada pels dirigents del club.
Això fa que l'equip no es presenti als tres primers partits del TOP 8, queda exclòs de la competició i se suprimeix l'equip sènior, assegurant-se una plaça per competir a la segona categoria del rugbi femení francès, a partir de la següent temporada.

### Retorn de l'equip sènior femení i anys difícils
La temporada 2016-2017 es produeix el retorn de l'equip sènior de l'USAP XV Féminin, que disputa el campionat Élite 2 Armelle Auclair, la segona categoria del rugbi femení francès.
Es confecciona un equip jove que pateix per aconseguir sumar punts i guanyar partits, però malgrat tot, salva la categoria a dues jornades per la finalització del campionat.
Al final d'aquella temporada 2016-2017, l'USAP XV Féminin disputa el Torneig de rugbi femení Ciutat de Vic conjuntament amb l'equip local, l'Osona Rugby Club i la selecció de Catalunya.
L'USAP Féminin s'imposa per 0 - 24 contra el conjunt local, mentre que en el segon partit, la selecció de Catalunya i l'USAP XV Féminin empaten 12 - 12, permetent al combinat nacional endur-se el trofeu gràcies a un millor average general.
Les dues següents temporades a Élite 2, segueixen essent complicades i l'equip pateix molt per mantenir la categoria, salvant-se la 2017-2018 gràcies a una ampliació de la competició i la 2018-2019 a l'última jornada.

## Palmarès
- Copa d'Europa Femenina de Clubs: 2009
- Campionat de França de rugbi a 15 femení: 2004, 2005, 2006, 2008 i 2010
  - Finalista: 2009

## Finals disputades

### Campionat francès de rugbi
| Data | Vencedor          | Finalista           | Marcador | Seu                                      | Espectadors |
| ---- | ----------------- | ------------------- | -------- | ---------------------------------------- | ----------- |
| 2004 | USAT XV Toulouges | Ovalie Caennaise    | 8-6      | Isle                                     |             |
| 2005 | USAT XV Toulouges | Ovalie Caennaise    | 7-3      | Stade de France (Saint-Denis)            | 78.000      |
| 2006 | USAT XV Toulouges | Stade rennais rugby | 8-3      | La Roche-sur-Yon                         |             |
| 2008 | USAT XV Toulouges | Montpellier HRC     | 18-15    | Parc des sports et de l'amitié (Narbona) |             |
| 2009 | Montpellier HRC   | USAT XV Toulouges   | 19-16    | Grussan                                  |             |
| 2010 | USAP Féminin      | Montpellier HRC     | 26-5     | Stade Jean-Bouin (Paris)                 | 7.000       |
| 2011 | USAP Féminin      | Stade rennais rugby | 15-11    | Sent Medard de Jalas                     |             |

## Llista de jugadores
(majoritàriament, de la formació del 2007)
- Clémence Audebert
- Emilie Benor
- Fabienne Billès
- Edith Bise
- Agnès Darmency
- Manue Delval
- Virginie Fillol
- Elodie Issahkian
- Marion Marti
- Marion Ségura
- Marion Lanau
- Marta Dalmau
- Txell Carreras

Internationals:
- Aurélie Bailon
- Marie Bourret
- Maud Camatta
- Catherine Devillers
- Fanny Gelis
- Fanny Horta
- Christelle Le Duff
- Myriam Loyez
- Aline Sagols
- Laetitia Salles
- Marion Talayrach

## Entrenadors
- Henri Sagols, des del 1995
- Jean-Louis Arcour, des del 2005